# Pneumatyczny system wtrysku paliwa
Pneumatyczny system wtrysku to obecnie historyczny system zasilania silnika wysokoprężnego.  Jego konstruktorem był wynalazca silnika o zapłonie samoczynnym inż. Rudolf Diesel. System składał się z: dużych rozmiarów sprężarki sprężającej powietrze (powietrze jako nośnik dla paliwa) - podające w sprężonym powietrzu cząstki paliwa do silnika. (nie należy tego mylić ze sprężarką do doładowania silnika). Wartość sprężonego powietrza była wysoka (Ciśnienie ok. 80 atm - aby przewyższyć wartość ciśnienia w cylindrze). Do tego układ podający paliwo (Diesel zastosował olej arachidowy) wdmuchiwane pod koniec suwu sprężania do cylindra (nad tłokiem).
Sprężanie powietrza w sprężarce do dość znacznych wartości (przekraczających ciśnienie sprężonego powietrza w samym silniku nad tłokiem) a podającego paliwo do silnika konsumowało znaczną część mocy silnika, było bardzo duże, posiadało znaczą masę i gabaryty. Z tego względu możliwe było jego zastosowanie jedynie do silników stacjonarnych.
Warto zwrócić uwagę, że podawanie paliwa w strudze sprężonego powietrza owocowało bardzo pożądanym i zupełnie dobrym rozpyleniem paliwa co owocowało krótką zwłoką zapłonu i oprócz samej koncepcji przesądziło o rozwoju silnika Diesla w przyszłości.
Opracowanie
hydraulicznego systemu wtrysku paliwa z jego małymi wymiarami zewnętrznymi spowodowało odejście od podawania dawki paliwa przez układ pneumatyczny. Jednakże stosowane w tym układzie początkowo niskie wartości ciśnienia wtrysku, rodzące się dopiero opracowania wtryskiwaczy skutkowały słabym rozpyleniem dawki paliwa, przez co właściwości pracy silnika uległy początkowo pogorszeniu (utrudniony rozruch, twarda praca). System ten miał jednak duże perspektywy rozwojowe i jego zaawansowane formy technologiczno-konstrukcyjne sprawiają, że jest stosowany obecnie praktycznie we wszystkich silnikach wysokoprężnych.
Zobacz też:
- pompa sekcyjna
- pompa rozdzielaczowa
- Pompowtryskiwacze
- common-rail